# Micropterus
Micropterus é um gênero de peixes da família dos Centrarchidae e ordem dos Perciformes.

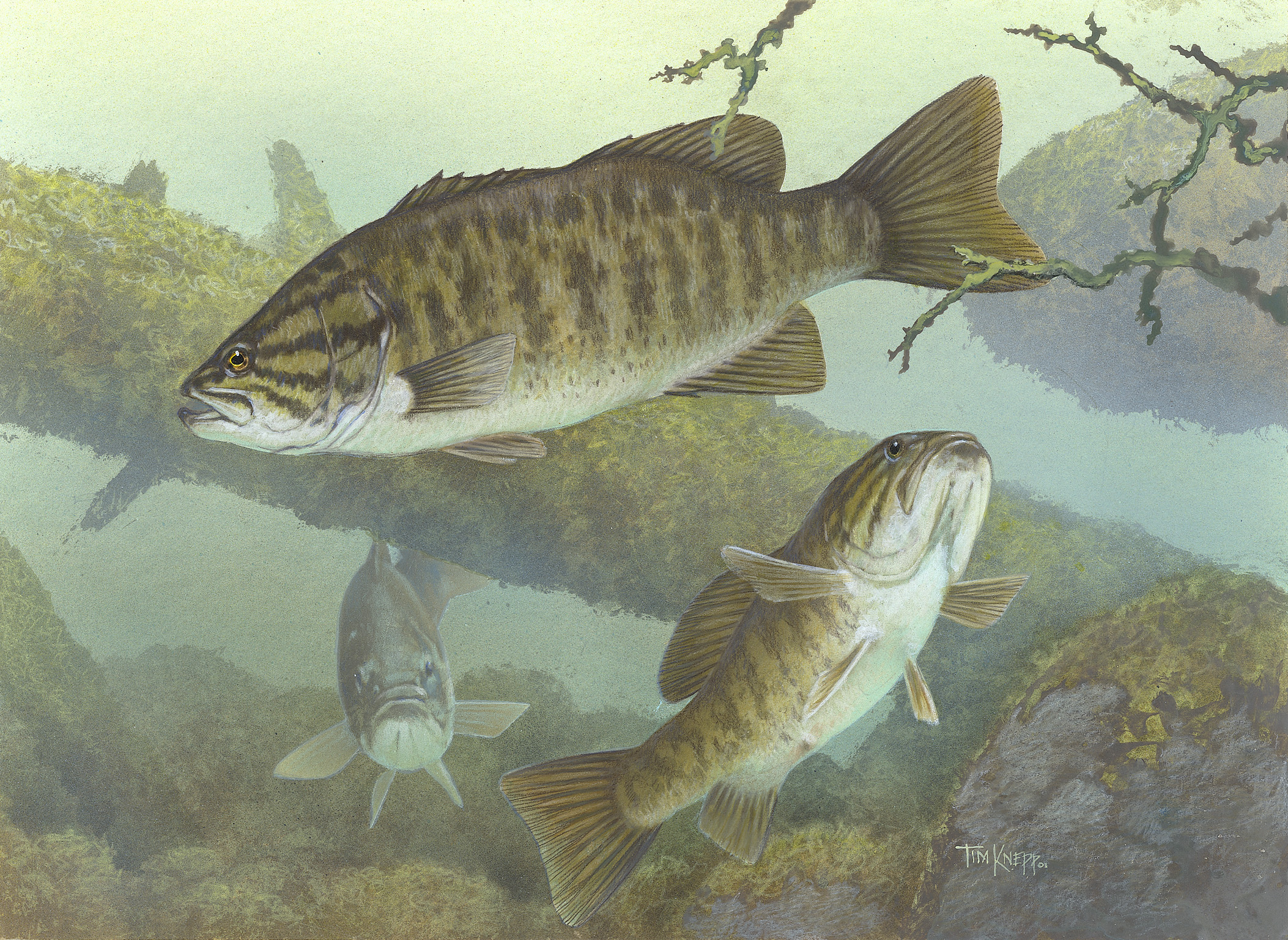
Micropterus dolomieu

## Espécies
- Micropterus cataractae
- Micropterus coosae
- Micropterus dolomieu
- Micropterus notius
- Micropterus punctulatus
- Micropterus salmoides
- Micropterus treculii